# Erechtia truncata
Erechtia truncata är en insektsart som beskrevs av Leon Fairmaire. Erechtia truncata ingår i släktet Erechtia och familjen hornstritar. Inga underarter finns listade i Catalogue of Life.